# Tmarus intentus
Tmarus intentus là một loài nhện trong họ Thomisidae.
Loài này thuộc chi Tmarus. Tmarus intentus được Octavius Pickard-Cambridge miêu tả năm 1892.